# Mount Alexander
Der Mount Alexander liegt etwa 125 km nordwestlich von Melbourne, 3 km von der kleinen Stadt Harcourt entfernt und unweit von Castlemaine. Er erhebt sich etwa 350 m über das ihn umgebende Gebiet und erreicht eine Höhe von 744 m über dem Meeresspiegel. Der Berg stellt eine bedeutende Landmarke dar, weil er ursprünglich als Mount Alexander Goldfield in einem der ersten australischen Goldräusche namensgebend war. Heute wird es als Castlemaine-Goldfeld entsprechend dem 2005 errichteten Castlemaine Diggings National Heritage Park bezeichnet, der in der Australian National Heritage List eingetragen ist.
Der Berg diente in den 1870er Jahren als Quelle für Bauholz für den Goldbergbau. Als die Goldvorkommen versiegten, wuchs der Wald nach und bietet heute ein Habitat für einheimische Tiere und ist durch den Mount-Alexander-Regionalpark geschützt. Heute wird er als Standort für Sendemasten genutzt.
Der Mount Alexander wurde von den Aborigines der Dja Dja Wurrung Lanjanuc genannt, er war ein heiliges Gebiet für ihre Zeremonien und wurde von ihnen als Beobachtungspunkt verwendet.
Der erste Europäer, der den Berg am 28. September 1836 erklomm, war Thomas Livingstone Mitchell auf seiner Expedition Australia Felix. Er benannte ihn Mount Byng, aber der Berg wurde nach Alexander dem Großen umbenannt. Nach der Entdeckung durch Livingstone wurde das Gebiet bald danach von den europäischen Kolonisten besiedelt.
In den 1860er Jahren entstanden erste Steinbrüche an dem Berg. Zahlreiche Gebäude in Melbourne wurden aus diesem Granit erbaut, wie auch der Sockel des Denkmals der Entdecker Robert O’Hara Burke und William John Wills in Melbourne.